# Michael A. Baker
Pour les articles homonymes, voir Baker.
Michael Allen Baker dit Mike Baker est un astronaute américain né en 1953. Il a réalisé quatre vols à bords de navettes spatiales au cours des années 1990.

## Biographie
Mike Baker naît  le 27 octobre 1953 à Memphis dans le Tennessee, et grandit à Lemoore en Californie. Il obtient un bachelor en ingénierie aérospatiale à l'Université du Texas en 1975, puis intègre l'US Navy, d'abord en tant que pilote (il accumule plus de 5000 heures de vol et est promu capitaine), puis instructeur à partir de 1983.
Il est sélectionné comme astronaute par la NASA en juin 1985. Après l'accident de la navette Challenger en 1986, il participe à un programme d'amélioration de la phase de décélération et d'atterrissage de la navette.
Avant d'être membre d'équipage dans quatre missions spatiales (voir ci-dessous), et pour lesquelles il accumule plus de 900 heures de vol spatial, Baker fait partie de l'équipe de communication avec l'équipage pour un grand nombre de missions entre 1986 et 1990. Entre 1995 et 2017, année où il prend sa retraite, il participe activement à différents programmes de collaborations entre la NASA et la Russie. 

## Vols réalisés
- 2 août 1991 : Atlantis (STS-43) : Baker est pilote (sous les ordres du commandant John E. Blaha) dans cette mission de déploiement du satellite TDRS-E.
- 22 octobre 1992 : Columbia (STS-52) : pilote (commandant James D. Wetherbee). Déploiement du satellite italien LAGEOS-II.
- 30 septembre 1994 : Endeavour (STS-68) : Baker est commandant de cette mission cartographique, après deux vols en tant que pilote.
- 12 janvier 1997 : Atlantis (STS-81) : Baker est commandant de cette mission du programme Shuttle-Mir.